# Carl Gustav Jakob Jacobi
Carl Gustav Jakob Jacobi, nemški matematik, * 10. december 1804, Potsdam, Nemčija, † 18. februar 1851, Berlin.

## Življenje in delo
Jacobi je študiral na Univerzi v Berlinu, kjer je leta 1825 doktoriral s tezo o teoriji ulomkov. Leta 1827 je postal izredni, leta 1829 pa redni profesor na Univerzi v Königsbergu (današnji Kaliningrad), kjer je poučeval do leta 1842. Leta 1843 je zaradi preveč dela onemogel in je obiskal Italijo, da bi si opomogel. Po vrnitvi se je preselil v Berlin, kjer je do smrti prejemal kraljevo pokojnino.
Razvil je pomembno vejo matematične analize teorijo eliptičnih funkcij. Znan je njegov simbol:
{\displaystyle \left({n \over m}\right)\!\,.}
Če je m praštevilo, Jacobijev simbol postane Legendrov simbol. Legendrov simbol je enak {\displaystyle \pm 1}, odvisno od tega ali je n kvadratni ostanek po modulu m.
Znan je tudi po svojem delu na področju teorije števil, diferencialnega in integralnega računa. Znana je njegova funkcija zeta {\displaystyle Z(f\vert m)}, ki je določena z eliptičnimi integrali kot:
{\displaystyle Z(f\vert m)=E(f\vert m)-{E(m)F(f\vert m) \over K(m)}\!\,.}
V analizi je pomembna njegova determinanta:
{\displaystyle {\begin{vmatrix}{\partial f \over \partial x}{\partial f \over \partial y}\\{\partial \varphi  \over \partial x}{\partial \varphi  \over \partial y}\end{vmatrix}}\equiv {D(f,\varphi ) \over D(x,y)}\equiv {D(u,v) \over D(x,y)}\equiv \Im \;.}